# 김광열
김광열(金光㤠, 1961년 5월 21일~)은 대한민국의 정치인이다. 제51대 영덕군수이다.

## 학력
- 영덕종합고등학교 졸업
- 포항대학교 디지털전기공학 전문학사

## 경력
- 영덕군청 문화관광과장
- 영덕군청 새마을경제과장
- 영덕군청 재무과장
- 영덕군청 총무과장
- 경상북도 영덕군 남정면장
- 경상북도 영덕군 영덕읍장
- 영덕군청 기획감사실장
- 윤석열 대통령후보 중앙선거대책위원회 국민희망위원회 영덕군 선거대책본부장
- 국민의힘 중앙위원회 해양수산분과 부위원장
- 국민의힘 경북도당 부위원장
- 2022.07 ~ : 제51대 민선 8기 경상북도 영덕군수
- 2024.07 ~ : 경상북도시장군수협의회 총무

## 역대 선거 결과
| 실시년도 | 선거      | 대수 | 직책 | 선거구      | 정당     | 득표수   | 득표율          | 순위 | 당락 | 비고           |
| -------- | --------- | ---- | ---- | ----------- | -------- | -------- | --------------- | ---- | ---- | -------------- |
| 2022년   | 지방 선거 | 51대 | 군수 | 경북 영덕군 | 국민의힘 | 16,475표 | \| \| 80.58% \| | 1위  |      | 초선, 민선 8기 |
|          | 80.58%    |      |      |             |          |          |                 |      |      |                |

| 전임 이희진 | 제51대 경상북도 영덕군수 2022년 7월 1일~ |  |